# Алексеев, Николай Дмитриевич (футболист)
Николай Дмитриевич Алексеев (1922, Москва — ?) — советский футболист, нападающий.

## Карьера
Родился в Москве. До начала войны был в составе московского «Спартака», однако сыграть за «красно-белых» Алексеев не успел. Затем в течение долгого времени нападающий выступал за столичные «Крылья Советов». После войны он вместе с командой играл в Первой группе класса «А».
В 1949 году Алексеев на один сезон перешёл в «ВВС», после чего он оказался в московском «Локомотиве», за который Алексеев выступал в течение 3 лет.
В 1951 году нападающий на время уходил в «Красное Знамя» из Иванова.